# Бурда Микита Валерійович
Мики́та Вале́рійович Бурда́ (нар. 24 березня 1995, Єнакієве, Донецька область, Україна) — український футболіст, центральний захисник ФК «Колос» (Ковалівка). Грав за збірну України.

## Життєпис
Микита Бурда народився у Єнакієвому, що на Донеччині, однак шлях у великий футбол розпочав у Яготині, де мешкав разом з бабусею. Першим тренером хлопця у місцевій ДЮСШ став Юрій Крежевицький. Саме він помітив у Бурди неабиякі здібності до гри у захисті та одразу ж відрядив юного футболіста у оборону.
У віці 13 років Микита Бурда опинився у Республіканському вищому училищі фізичної культури, де продовжив тренування під керівництвом Олександра Петракова. Три роки потому Петраков став тренером юнацької збірної України, а Бурду разом з кількома іншими перспективними футболістами РВУФК забрали до академії «Динамо», де Микита потрапив до групи Олексія Дроценка.
У сезоні 2012/13 Бурда дебютував у складі юнацької команди «Динамо», здобувши разом з партнерами перемогу у дебютному чемпіонаті України серед юнаків віком до 19 років, а вже наступного року активно почав залучатися до матчів дублюючого складу.
У червні 2014 року Микита Бурда у складі юнацької збірної України став учасником чемпіонату Європи серед юнаків, що проходив в Угорщині. Українська команда посіла лише 3-є місце у своїй групі, що не дозволило їй потрапити до півфіналу турніру. У першому матчі зі збірною Сербії Бурда відзначився забитим м'ячем вже на першій хвилині зустрічі.
23 серпня того ж року Микита дебютував у складі основного складу київського «Динамо», провівши повний поєдинок у розіграші Кубка України проти кіровоградської «Зірки». 18 вересня у матчі Ліги Європи проти «Ріу Аве» він вийшов на поле у стартовому складі, однак був замінений через пошкодження на 86-й хвилині гри. 5 жовтня 2014 року провів перший поєдинок у змаганнях Прем'єр-ліги, відігравши усі 90 хвилин проти донецького «Шахтаря» у Києві (1:0).
З початку 2018 року став основним центральним захисником «Динамо». Відзначився центрбек і важливим результативним ударом: його гол у ворота «Шахтаря» в матчі за Суперкубок України 2019 року допоміг «Динамо» виграти 2:1 і завоювати трофей. 22 вересня 2019 року у зустрічі чемпіонату з «Ворсклою» (5:0) Бурда отримав серйозну травму і на 53-й хвилині був замінений на Тамаша Кадара. В результаті захисник пропустив майже 10 місяців і повернувся на поле лише 12 липня 2020 року в грі чемпіонату з «Олександрією» (2:2), замінивши на 24-й хвилині Олександра Сироту. Наступний сезон пропустив через травму.
1 березня 2023 року був орендований луганською «Зорею» до завершення сезону 2022—2023.

## Статистика виступів
Статистичні дані наведено станом на 27 грудня 2021 року
| Сезон             | Команда           | Чемпіонат         | Чемпіонат | Чемпіонат | Кубок | Кубок | Кубок | Єврокубки | Єврокубки | Єврокубки | Інші кубки | Інші кубки | Інші кубки | Всього | Всього |
| Сезон             | Команда           | Змаг.             | Матчі     | Голи      | Змаг. | Матчі | Голи  | Змаг.     | Матчі     | Голи      | Змаг.      | Матчі      | Голи       | Матчі  | Голи   |
| ----------------- | ----------------- | ----------------- | --------- | --------- | ----- | ----- | ----- | --------- | --------- | --------- | ---------- | ---------- | ---------- | ------ | ------ |
| 2014—2015         | «Динамо» К        | ПЛ                | 4         | 1         | КУ    | 3     | 0     | ЛЄ        | 6         | 0         | СКУ        | 0          | 0          | 13     | 1      |
| 2015—2016         | «Динамо» К        | ПЛ                | 0         | 0         | КУ    | 2     | 0     | ЛЧ        | 0         | 0         | СКУ        | 0          | 0          | 2      | 0      |
| 2016—2017         | «Динамо» К        | ПЛ                | 5         | 1         | КУ    | 0     | 0     | ЛЧ        | 1         | 0         | СКУ        | 0          | 0          | 6      | 1      |
| 2017—2018         | «Динамо» К        | ПЛ                | 12        | 2         | КУ    | 2     | 0     | ЛЄ        | 2         | 0         | СКУ        | 0          | 0          | 16     | 2      |
| 2018—2019         | «Динамо» К        | ПЛ                | 26        | 2         | КУ    | 2     | 0     | ЛЧ / ЛЄ   | 14        | 0         | СКУ        | 1          | 0          | 43     | 2      |
| 2019—2020         | «Динамо» К        | ПЛ                | 9         | 0         | КУ    | 0     | 0     | ЛЧ / ЛЄ   | 2         | 0         | СКУ        | 1          | 1          | 12     | 1      |
| 2020—2021         | «Динамо» К        | ПЛ                | 0         | 0         | КУ    | 0     | 0     | ЛЧ / ЛЄ   | 0         | 0         | СКУ        | 0          | 0          | 0      | 0      |
| 2021—2022         | «Динамо» К        | ПЛ                | 0         | 0         | КУ    | 0     | 0     | ЛЧ        | 0         | 0         | СКУ        | 0          | 0          | 0      | 0      |
| Всього в «Динамо» | Всього в «Динамо» | Всього в «Динамо» | 56        | 6         |       | 9     | 0     |           | 25        | 0         |            | 2          | 1          | 92     | 7      |
| Всього за кар'єру | Всього за кар'єру | Всього за кар'єру | 56        | 6         |       | 9     | 0     |           | 25        | 0         |            | 2          | 1          | 92     | 7      |

## Досягнення
- Володар Суперкубка України: 2018, 2019